# Pfarrkirche Großharras

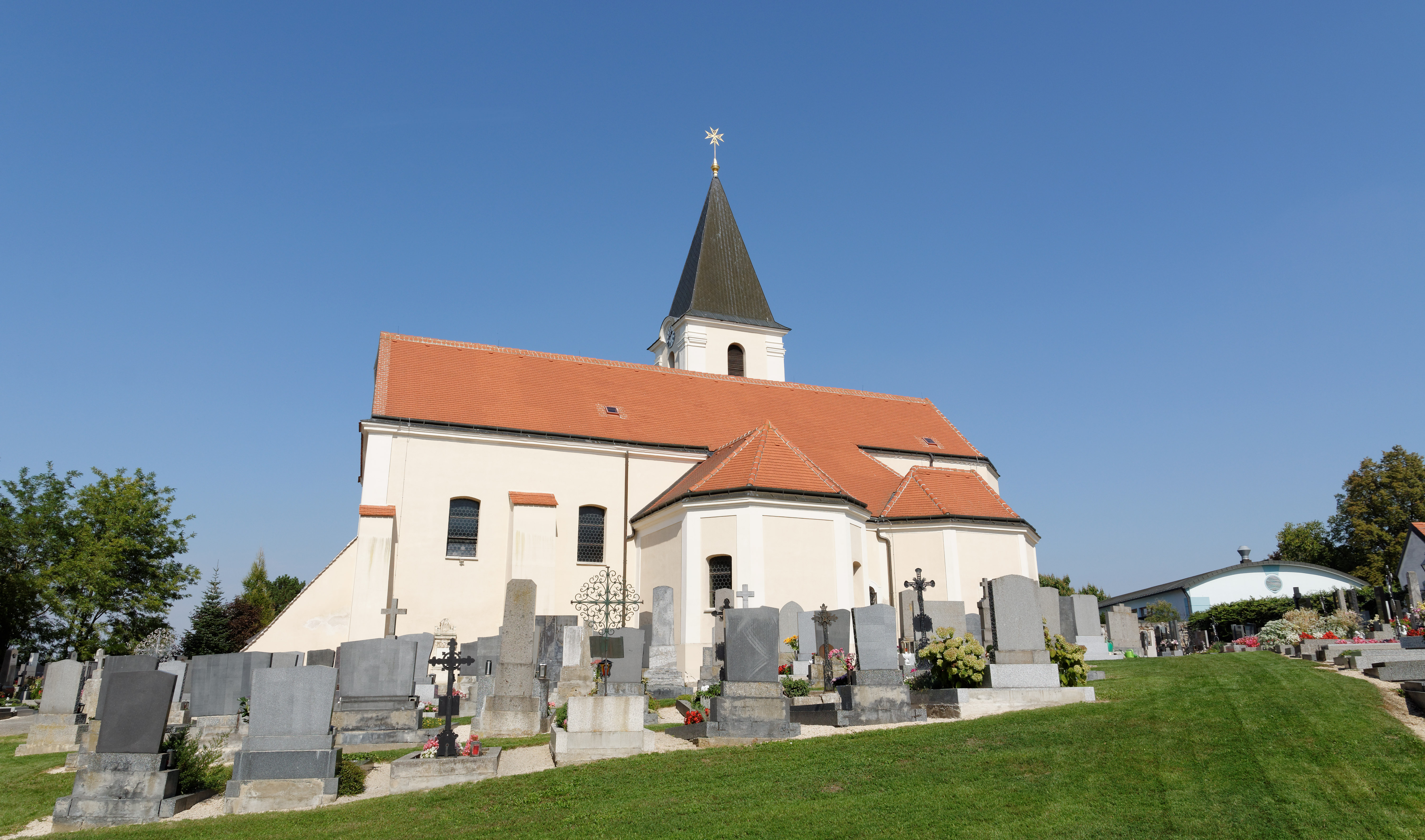
Katholische Pfarrkirche Hl. Dreifaltigkeit in Großharras

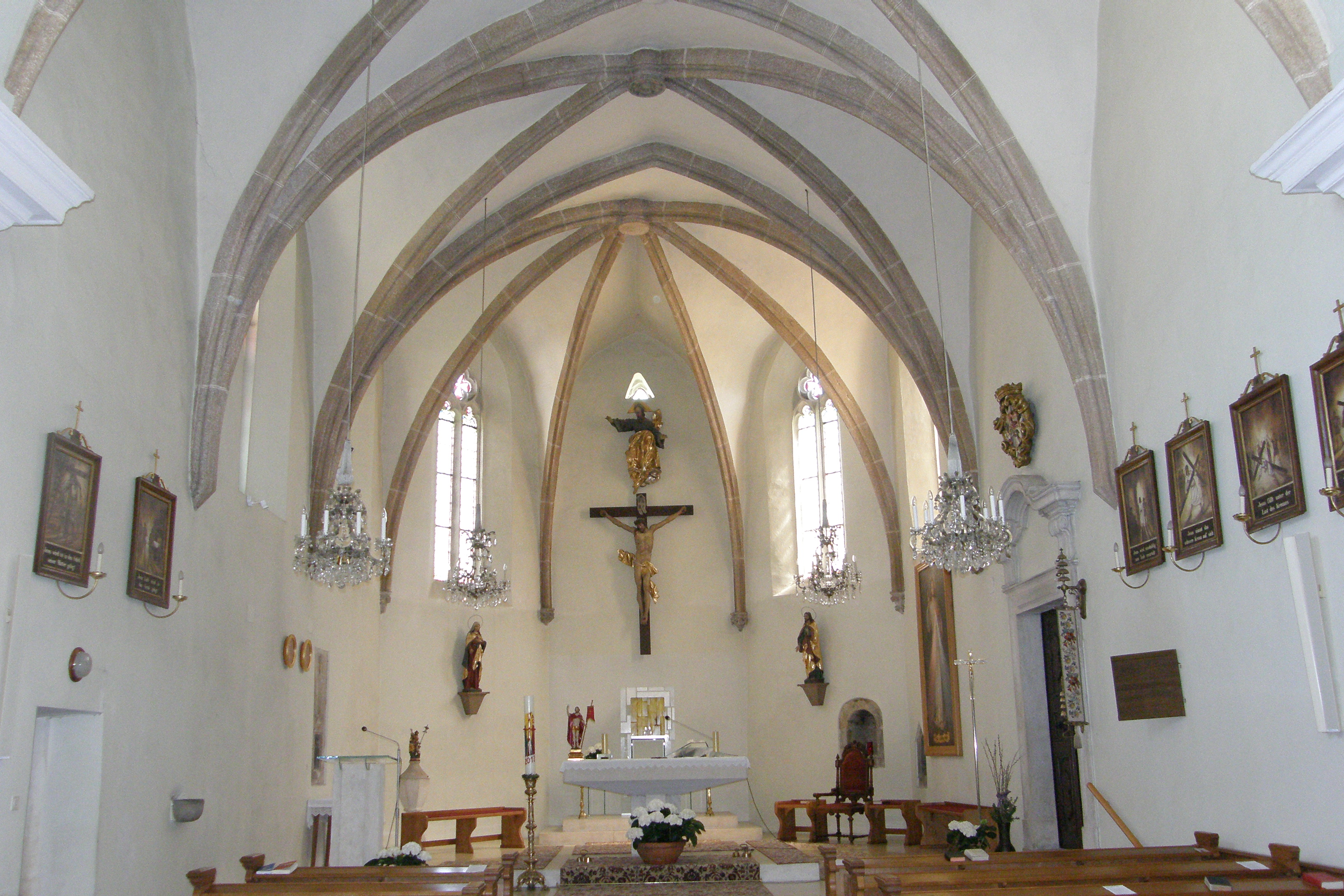
Langhaus, Blick zum Chor

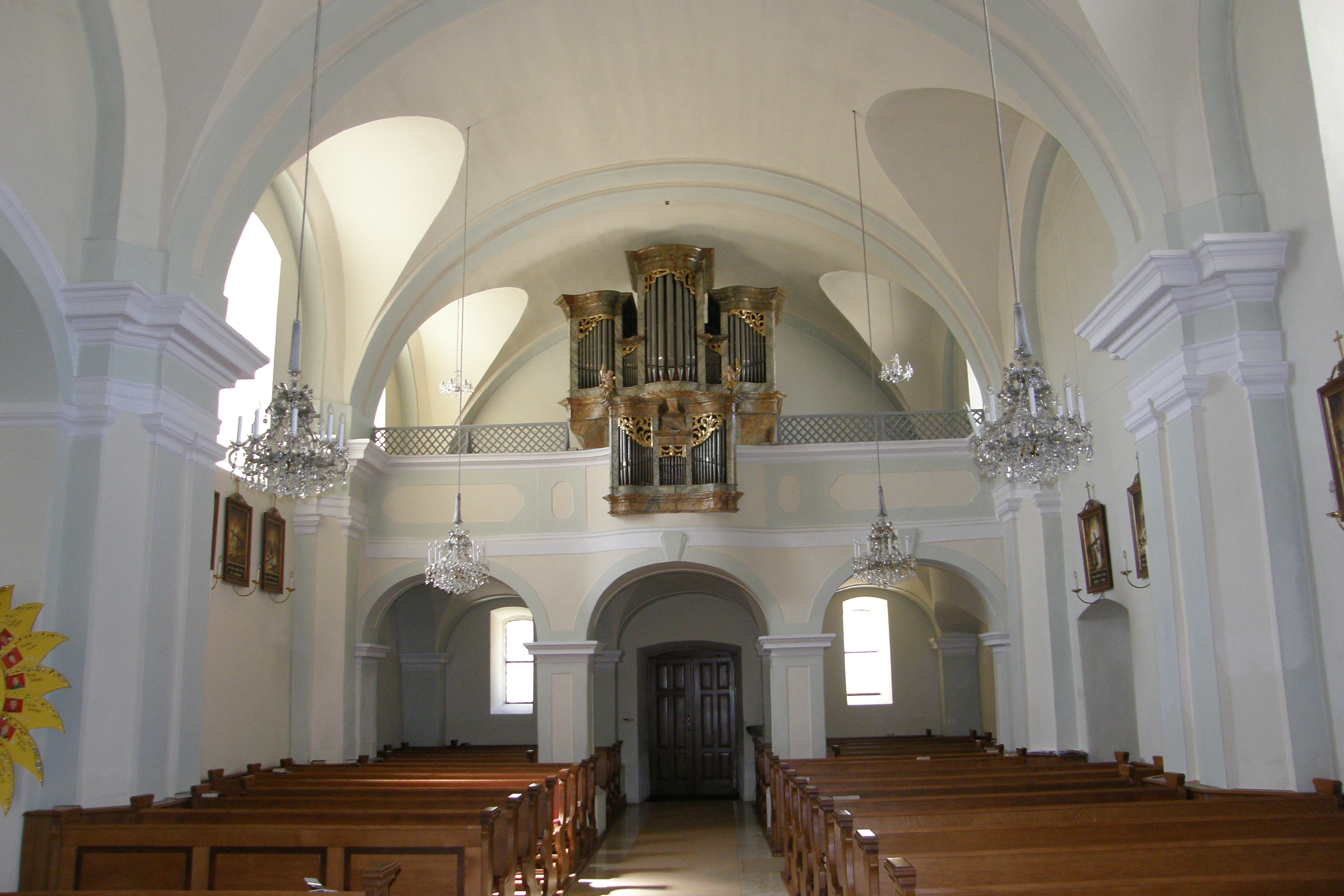
Langhaus, Blick zur Orgelempore

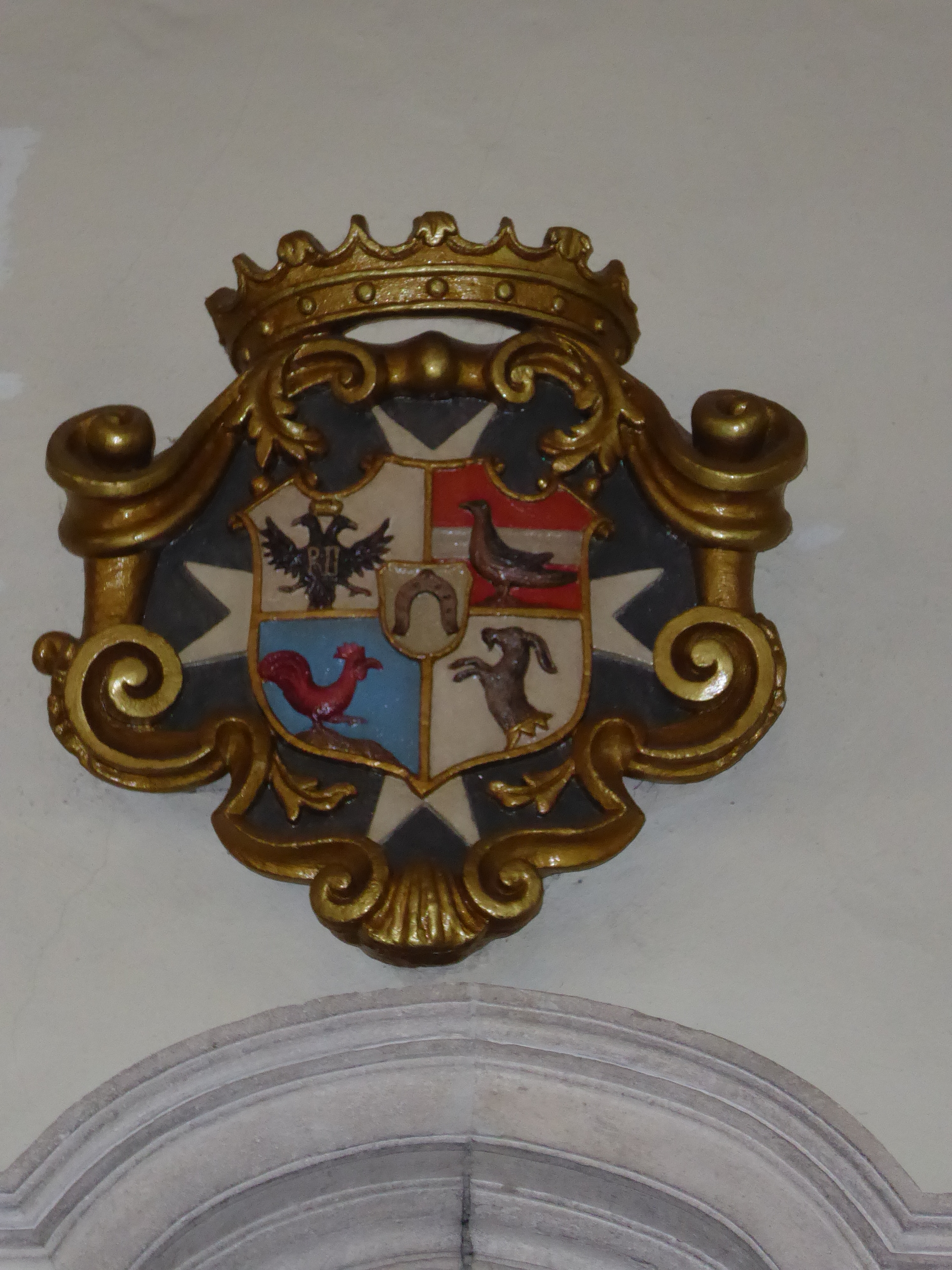
Wappen der Trautson über dem Sakristeiportal

Die römisch-katholische Pfarrkirche Großharras steht leicht erhöht am Südrand des Ortes in der Marktgemeinde Großharras im Bezirk Mistelbach in Niederösterreich. Die dem Patrozinium Hl. Dreifaltigkeit unterstellte Pfarrkirche gehört zum Dekanat Laa-Gaubitsch im Vikariat Unter dem Manhartsberg der Erzdiözese Wien. Die Kirche steht unter Denkmalschutz (Listeneintrag).

## Geschichte
Die Pfarre entstand um 1207 und wurde 1255 dem Malteserorden inkorporiert.
Die gotische Kirche mit einem Nordturm aus dem 14. Jahrhundert wurde 1766 im Bereich des Langhauses barockisiert. 1969 war eine Restaurierung.

## Architektur
Die Kirche mit einem gotischen Chor und einem barockisierten Langhaus ist von einem Friedhof mit einer Umfassungsmauer teils mit erhaltenen Quadersteinen umgeben.
Das Kirchenäußere zeigt ein Langhaus und einen Chor unter einem hohen Satteldach mit einheitlich schlichten Putzfassaden. Die übergiebelte Westfront hat beidseits zwei mächtige abgeschrägte Stützmauern, das Langhaus hat ein eingemauertes Steinkruzifix und Segmentbogenfenster. Der gotische Langchor mit einem Fünfachtelschluss hat ein reliefiertes Blattwerkfries unter der Traufe, abgetreppte Strebepfeiler abwechselnd mit Pult- und trapezförmigen Giebeldächern mit Blattwerkfries und reliefierten Tierdarstellungen, es gibt fünf zweibahnige Maßwerkfenster, das östliche Fenster ist vermauert, in der südöstlichen Chorschräge befindet sich ein stark beschädigtes gotisches Relief. Der dreigeschoßige Nordturm steht am ersten Chorjoch, er zeigt in den Obergeschoßen Ecklisenen, Rechteckfenster und rundbogige Schallfenster, er trägt ein Zeltdach aus 1887. Außergewöhnlich sind die südlichen im rechten Winkel angesetzten Anbauten, am zweiten Chorjoch steht eine barocke oktonale Sakristei mit Lisenengliederung aus 1731, und am dritten Langhausjoch steht die Kapelle hl. Johannes Nepomuk aus 1840 mit einem quadratischen Grundriss mit abgeschrägten Ecken.
Das Kircheninnere zeigt ein dreijochiges Langhaus mit einem barocken Stichkappentonnengewölbe mit Gurt- und Schildbögen auf Doppelpilastern mit stark profiliertem Gebälk. Die dreiachsige kreuzgratunterwölbte Westempore steht auf zwei Pfeilern, die leicht vorschwingende Brüstung zeigt Putzfelder. Der eingezogene Triumphbogen ist rundbogig. Der leicht eingezogene zweijochige Chor hat ein Kreuzrippengewölbe im Chorschluss auf Konsolen mit Blattornamenten und in den Jochen gekappt sowie einen Schlussstein mit Rosette, in der Südwand befindet sich ein barockes Sakristeiportal mit Steingewände und einem geschwungenen Giebel auf Konsolen und mit dem Wappen von Ernst Graf Trautson auf einem Malteserkreuz 1731, östlich davon gibt es eine rundbogige Piscine mit einem ornamentalen Frieds und einer spitzbogigen Abstellnische, in der Nordwand befindet sich eine gotische Sakramentsnische mit Blendgiebel und stark beschädigtem Maßwerk. In der Johannes Nepomuk-Kapelle zeigt sich eine gedrückte Kuppel über einem Gesims auf Pilastern. Die Sakristei hat eine gedrückte Kuppel mit Stichkappen über einem stuckierten Gesims.

## Einrichtung
Der neuere Hochaltar mit einem neueren freistehenden Tischaltar zeigt an der Ostwand ein barockes hängendes Kruzifix und darüber die barocke Schnitzfigur Gottvater aus dem 18. Jahrhundert.
Der Altar in der Kapelle zeigt das Ölbild hl. Johannes Nepomuk aus 1854. Die Kanzel entstand im Ende des 18. Jahrhunderts.
Der gotische Taufstein ist zwölfeckig.
Die Orgel mit 14 Registern in einem marmorierten Gehäuse aus 1733 wurde von Josef Silberbauer 1766 erweitert.

## Grabdenkmäler
- Die Grabkapelle der Hardegg und Harnoncourt steht in der Südwestecke des Friedhofs. Der schlichte Kapellenbau aus dem Anfang des 20. Jahrhunderts trägt ein Satteldach. Es gibt zwei Steinstatuen der Heiligen Alexius und Maximilian auf Sockeln aus 1919. Im Kapelleninneren befinden sich Gräber.